# Leslie Bovee
Leslie Bovee (Bend, Oregón; 1 de mayo de 1949) es una actriz pornográfica retirada estadounidense.

## Biografía
Natural del estado de Oregón, nació como Leslie Wahner en mayo de 1949. Después de completar la educación escolar, Bovee trabajó durante un tiempo como azafata. Debutó en la industria pornográfica en 1976, con 27 años, siendo su primera película como actriz porno la producción Carnal Haven, dirigida por Troy Benny.
Como actriz, grabó películas para estudios como Alpha Blue, Caballero, VCA Pictures, LBO Entertainment, Cal Vista, Mitchell Brothers, Penguin Productions, Erotic Video Network, Xtra Vision, Essex Home Video, VCR o Metro.
El 8 de agosto de 1978, fue arrestada durante una campaña publicitaria de su película Sex World en Houston (Texas) por "bailes indecentes e inmorales".
Decidió retirarse en el año 1982, habiendo aparecido hasta entonces en algo más de 90 películas como actriz.
En 1990 su nombre fue incluido en el Salón de la fama de AVN.
Algunas películas suyas fueron Chris Cassidy Collection, Double Pleasure, Eruption, Hot Pink, Legends of Porn, Love You, Misbehavin', One and Only, Senator's Daughter, Swinging Sorority o Vanessa's Anal Fiesta.